# Signs of Chaos: The Best of Testament
Signs of Chaos: The Best of Testament es un álbum recopilatorio de la banda de thrash metal estadounidense Testament, lanzado el 4 de noviembre de 1997. Recopila quince canciones de sus anteriores álbumes, más dos versiones inéditas de Scorpions ("The Sails of Charon") y Aerosmith ("Draw the Line").

## Lista de canciones
1. "Signs of Chaos"
2. "Electric Crown"
3. "The New Order"
4. "Alone in the Dark"
5. "Dog Faced Gods"
6. "Demonic Refusal"
7. "The Ballad"
8. "Souls of Black"
9. "Trial by Fire"
10. "Low"
11. "Practice What You Preach"
12. "Over the Wall"
13. "The Legacy"
14. "Return to Serenity"
15. "Perilous Nation"
16. "The Sails of Charon" (Scorpions)
17. "Draw the Line" (Aerosmith)